# Équipe de France de rugby à XV au Tournoi des Cinq Nations 1960
L'équipe de France de rugby à XV au Tournoi des Cinq Nations 1960 termine à la première place. Elle gagne trois matches et fait match nul contre l'équipe d'Angleterre. Elle réalise quelque chose de très rare dans le Tournoi, c'est-à-dire faire le Petit Chelem, en remportant trois victoires, un nul et aucune défaite. Il s'agit de son premier Petit Chelem. Vingt et un joueurs contribuent à ce succès, François Moncla est le capitaine d'équipe. Pierre Albaladejo est le meilleur réalisateur français.
La sélection française avait été profondément remaniée, à la suite des départs notamment de Jean Barthe, Pierre Lacaze ou encore Claude Mantoulan vers le rugby à 13.

## Les joueurs

### Première ligne
- Amédée Domenech,
- Alfred Roques,
- Jean de Grégorio.

### Deuxième ligne
- Bernard Momméjat,
- François Moncla (capitaine),
- Hervé Larrue.

### Troisième ligne
- Michel Celaya,
- Michel Crauste,
- Sylvain Meyer.

### Demi de mêlée
- Pierre Danos,
- Pierre Lacroix.

### Demi d’ouverture
- Pierre Albaladejo,
- Roger Martine.

### Trois quart centre
- Jacques Bouquet,
- Guy Boniface,
- Arnaud Marquesuzaa.

### Trois quart aile
- Henri Rancoule,
- Jean Dupuy,
- Serge Méricq,
- Lucien Rogé.

### Arrière
- Michel Vannier.

## Résultats des matches
- Le 7 janvier, victoire 13-11 contre l'équipe d'Écosse à Édimbourg.
- Le 27 février, nul 3-3 contre l'équipe d'Angleterre à Paris, Stade de Colombes.
- Le 26 mars, victoire 16-8 contre l'équipe du pays de Galles à Cardiff.
- Le 15 avril, victoire 23-6 contre l'équipe d'Irlande à Paris, Stade de Colombes.

## Points marqués par les Français

### Match contre l'Écosse
- Michel Vannier (4 points) : 2 transformations,
- Sylvain Meyer (3 points) : 1 essai,
- Serge Méricq (3 points) : 1 essai,
- François Moncla (3 points) : 1 essai.

### Match contre l'Angleterre
- Michel Vannier (3 points) : 1 pénalité.

### Match contre le pays de Galles
- Pierre Lacroix (3 points) : 1 essai,
- Serge Méricq (3 points) : 1 essai,
- Michel Celaya (3 points) : 1 essai,
- Jean Dupuy (3 points) : 1 essai,
- Pierre Albaladejo (2 points) : 1 transformation,
- Michel Vannier (2 points) : 1 transformation.

### Match contre l'Irlande
- Pierre Albaladejo (9 points) : 3 drops,
- François Moncla (3 points) : 1 essai,
- Henri Rancoule (3 points) : 1 essai,
- Michel Celaya (3 points) : 1 essai,
- Jacky Bouquet (2 points) : 1 transformation.